# Вайшьи

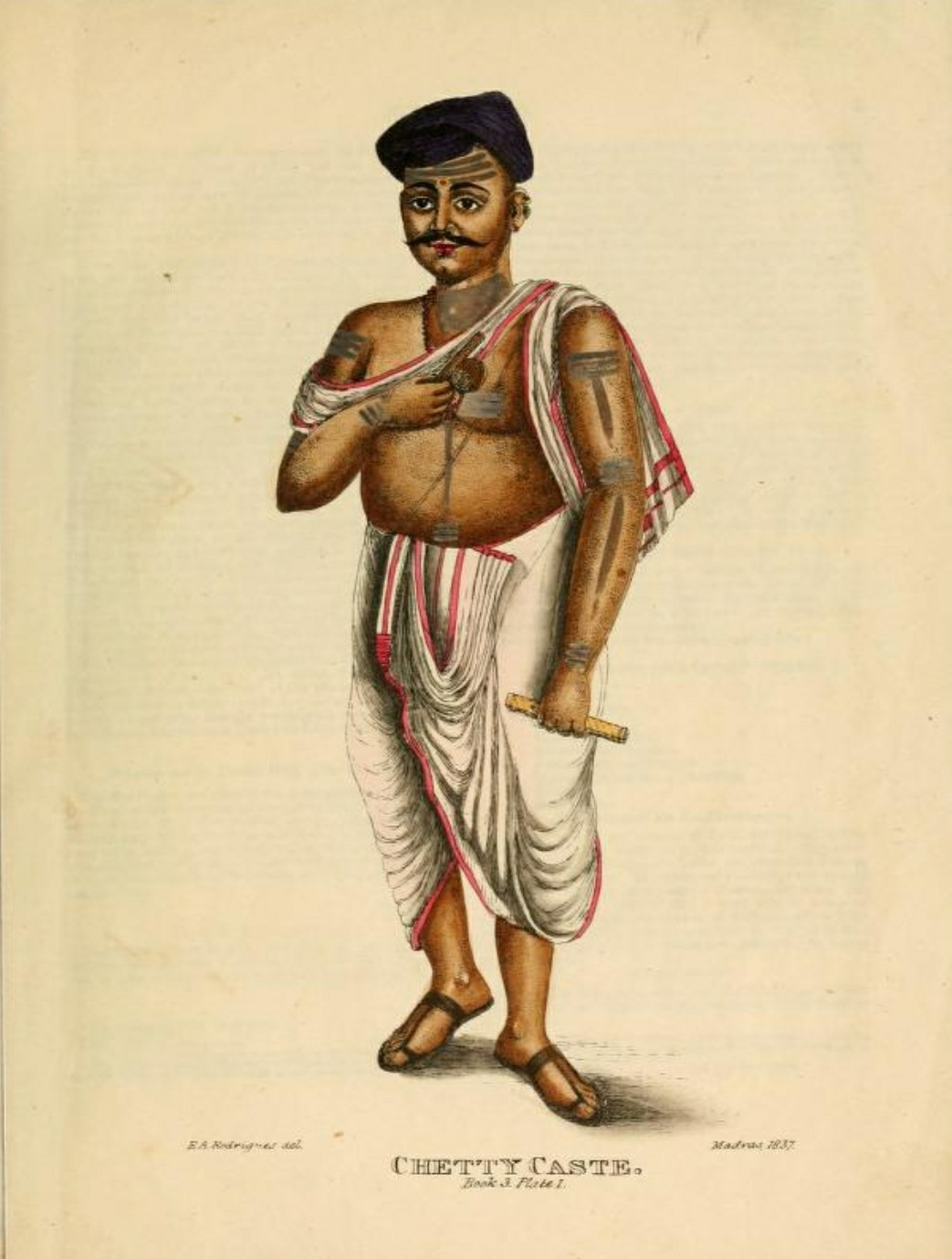
Купец-четтиар (из варны вайшьев) из Мадраса, 1837 г.

Ва́йшьи, ва́йшии, ва́йши (санскр. वैश्य IAST: Vaiśya — «преданность, зависимость») — представители третьей по значимости варны древнеиндийского общества, состоявшей из земледельцев, животноводов, торговцев, лавочников и ростовщиков.
В Древней Индии к вайшьям относились свободные земледельцы, скотоводы, а также некоторые ремесленники и торговцы городов и деревень. С первых веков нашей эры крестьяне и земледельцы (а также большинство ремесленников) потеряли независимость и начали рассматриваться как шудры, а вайшьями называли уже в основном торговцев.
Члены каст этой варны признают превосходство брахманов (брахманы обладали только духовной властью, а также исполняли только роль наместников, наставников, советников, судей), но не обязательно выказывают такое отношение к кшатрийским кастам (относится только к более низкой под-касте воинам, более высокая под-каста это правители — цари, князья); как правило, вайшьи более строго соблюдают правила, касающиеся пищи, и ещё более тщательно стараются избегать ритуального осквернения. Традиционным занятием вайшьев служат торговля и банковское дело, они стремятся держаться подальше от физического труда, но иногда включаются в управление хозяйствами помещиков и деревенских предпринимателей, непосредственно не участвуя в обработке земли.